# Jean-Édouard Goby
Jean-Édouard Goby (né le 30 juin 1908 à Besançon et mort le 8 octobre 1992 à Neuilly-sur-Seine) est un ingénieur des Ponts-et-Chaussées qui travaille de 1938 à 1956 pour la Compagnie universelle du canal de Suez. Durant cette période, il est successivement affecté à la section des travaux à Port-Taufiq, muté aux ateliers généraux à Port-Fouad en 1940, réaffecté à Port-Taufiq en 1944 et à Ismaïlia en 1952. Pendant la guerre, il enseigne à Port-Saïd.
Passionné pour l'histoire du canal de Suez, des expéditions d'Égypte, de l'Institut d'Égypte, et plus largement pour l'histoire de l'Égypte, il participe en 1946 à la création de la Société d'études historiques et géographiques de l'isthme de Suez (SEHGIS). Il rédige un article sur les carnets de voyage d'Henri-Joseph Redouté dans le Bulletin de l'Institut d'Égypte en 1954.
Après la nationalisation du canal de Suez par Nasser, il est appelé à coopérer, en raison de ses connaissances historiques, aux pourparlers entre la Compagnie du canal et le gouvernement égyptien. On lui confie la rédaction du Bulletin historique et géographique de l’Isthme de Suez. Sa riche bibliothèque de travail a été transférée en France en 1956 : une partie a rejoint à Roubaix les collections des Amis du Canal de Suez, l’autre est longtemps demeurée en caisse à l’Institut de France.
Jean-Édouard Goby est élu membre de l’Institut d’Égypte en 1947.

## Publications
- Henri Munier, bibliographe et coptisant (1884-1945), ASAE, no 48, p. 285–298, Le Caire, 1948.
- Antoine-François-Ernest Coquebert de Montbret, bibliothécaire du premier Institut d'Égypte, Bulletin de l'Institut d'Égypte, t. XXXI, 1949, p. 77-87.
- Les carnets d'Henri-Joseph Redouté, Bulletin de l'Institut d'Égypte, t. XXXV, 1954, p. 77-91.
- La décade égyptienne, Mondes et cultures, 39-4, 1979, p. 773-792 : histoire de cette revue publiée au Caire de 1798 à 1801, sur l'histoire culturelle du séjour des Français dans la vallée du Nil de 1798 à 1801.

## La fondation Goby
Jean-Édouard Goby a légué à l’Institut de France, en 1994, une somme d’argent pour la création d’un prix annuel sur l’Égypte et l’œuvre française en Égypte.
- En 2000, le prix est décerné à Henry Laurens pour l'ensemble de ses travaux sur l'Égypte.
- En 2001, le prix est décerné à Jean-Pierre Corteggiani pour ses travaux sur l'Égypte antique.
- En 2006, le prix est attribué à Robert Solé pour son ouvrage Bonaparte à la conquête de l’Égypte, paru récemment aux éditions du Seuil.
- En 2012, le prix est décerné à Yves Laissus pour ses travaux sur les savants et l'expédition d'Égypte (édition Fayard).
- En 2013, le prix est décerné à Philippe Reynier pour ses travaux sur les saint-simoniens en Égypte.
- En 2020, le prix est décerné à Daniel Lançon, pour l’ensemble de ses travaux sur la francophonie égyptienne, ainsi que pour son ouvrage à paraître intitulé Alexandrie 1882, une ville dans la guerre.
- En 2021, le prix est décerné à Paul-André Claudel pour ses travaux sur le cosmopolitisme alexandrin.